# Gaspare Nadi
Gaspare Nadi (Bolonia, 2 de noviembre de 1418 - ibid., 9 de enero de 1504) fue un albañil italiano, autor de un diario en el que durante más de cincuenta años fue recogiendo los hechos contemporáneos. 

## Vida
Hijo de Filippo Nadi y de Chiara, de Bolonia, tras quedar huérfano de padre a los ocho o nueve años su madre se volvió a casar con Giacomo Senzabarba, que ejercía como zapatero.  A los quince marchó a Faenza al servicio del jurista Graziolo Accarisi, y a su regreso dos años después su padrastro se negó a mantenerlo, por lo que se instaló como sirviente en casa de Gaspare di Guido, donde aprendió a leer y escribir con el profesor que enseñaba a los hijos de esta familia. 
A partir de los dieciocho fue aprendiz de tejedor y de barbero, hasta que sentó plaza como albañil.  En esta época colaboró en la construcción del Palazzo Bentivoglio, en la ampliación del Palazzo Comunale diseñado por Aristóteles Fioravanti y en la de la iglesia de San Michele in Bosco.  En 1440 se mudó a Ferrara bajo las órdenes de Pietrobono Brasavola, ingeniero del marqués Niccolò III d’Este. Dos años después volvió a Bolonia, y en el periodo 1445-52 ejerció la misma profesión en Prato. Mencionado como arquitecto por los historiadores de los siglos XVII y XVIII, estudios más recientes demuestran no haber sido más que maestro albañil.
Contrajo matrimonio tres veces: la primera en 1444 con Catelina (m. 1462), con quien tuvo seis hijos; la segunda con Francesca (m. 1467), de quien tuvo otros dos; y la tercera con Caterina, viuda con dos hijos, de la que vivió separado la mayor parte del tiempo.

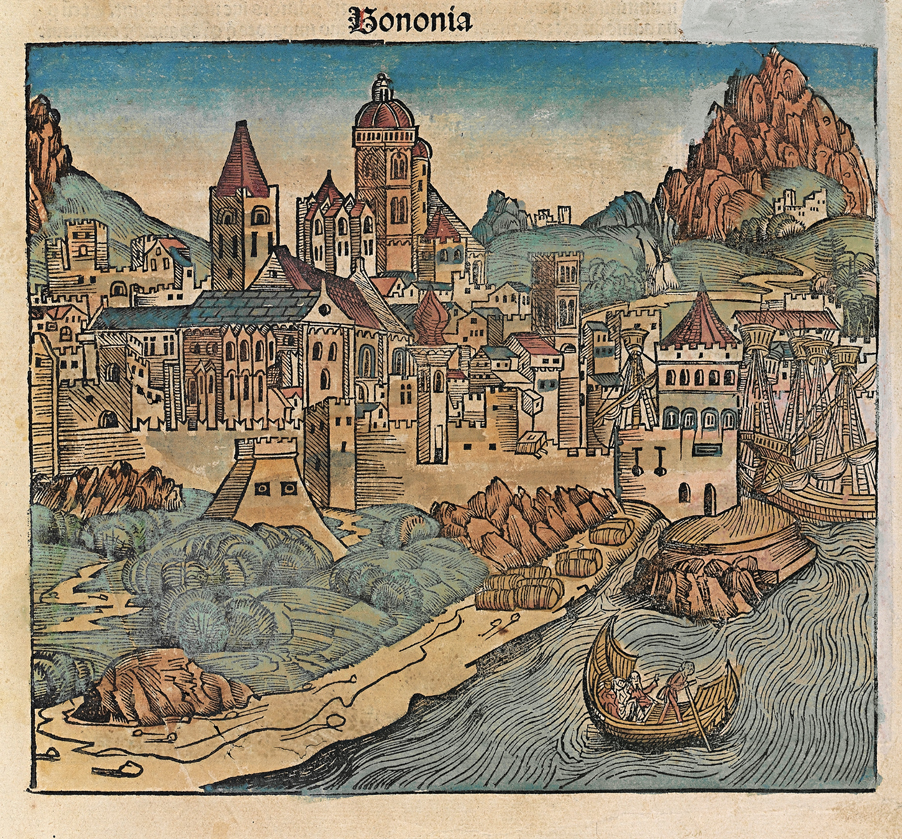
Bolonia, en las Crónicas de Núremberg (1493).

## El Diario
Simultáneamente a su carrera laboral, llevó un diario personal a manera de autobiografía en el que fue mezclando sus vivencias personales, familiares y profesionales con los principales acontecimientos políticos y militares de su tiempo, especialmente los ocurridos en Bolonia.  
Comenzado cerca del año 1452 tras su regreso de Prato a Bolonia, el diario cubre desde su nacimiento hasta su muerte.  Se supone que la redacción de su nacimiento y primeros años se basó en recuerdos de otros miembros de la familia, mientras que a partir del inicio de su elaboración escribió los hechos de los que fue testigo, que incluyen el gobierno de Sante y Giovanni II Bentivoglio.  La noticia de su muerte y su entierro en la iglesia de San Vitale fue añadida posteriormente por un tal Tommaso Alessandrini, probablemente un colega de profesión.
Fue editado y publicado en Bolonia en 1886 por Corrado Ricci y Alberto Bacchi della Lega a partir del autógrafo conservado en la Biblioteca comunal de Bolonia y de su copia del siglo XVII en la Biblioteca Universitaria de la misma ciudad.